# Rebellion (2023)
Rebellion (2023) – gala wrestlingu organizowana przez amerykańską federację Impact Wrestling (IW), która była nadawana na żywo w systemie pay-per-view i za pośrednictwem platformy Fite.tv. Odbyła się 16 kwietnia 2023 w Rebel Entertainment Complex w Toronto w prowincji Ontario w Kanadzie. Była to czwarta gala z cyklu Rebellion, a zarazem drugie per-per-view IW w 2023.
Na gali odbyło się dziesięć walk, w tym dwie w pre-show i jedna nagrana jako digital exclusive. W walce wieczoru, Deonna Purrazzo pokonała Jordynne Grace zdobywając zwakowany Impact Knockouts World Championship. W innych znaczących walkach, Steve Maclin pokonał Kushidę zdobywając zwakowany Impact World Championship, Trey Miguel pokonał Jonathana Greshama i Mike’a Baileya broniąc Impact X Division Championship oraz Team Dreamer (Tommy Dreamer, Bhupinder Gujjar, Frankie Kazarian, Killer Kelly i Yuya Uemura) pokonali Team Bully (Bully’ego Raya, Briana Myersa, Kenny’ego Kinga, Mashę Slamovich i Moose’a) w 10-wrestler Hardcore Warze. Gala obejmowała również powrót Nicka Aldisa, który ogłosił swoje odejście z National Wrestling Alliance (NWA) w celu podpisania kontraktu z Impact.

## Tło
13 stycznia 2023 roku podczas gali pay-per-view Hard To Kill, Impact Wrestling ogłosił, że Rebellion odbędzie się 16 kwietnia 2023 w Rebel Entertainment Complex w Toronto w prowincji Ontario w Kanadzie.

## Rywalizacje
Rebellion oferowało walki wrestlingu z udziałem różnych zawodników na podstawie przygotowanych wcześniej scenariuszy i rywalizacji, które są realizowane podczas cotygodniowych odcinków programu Impact!. Wrestlerzy odgrywają role pozytywnych (face) lub negatywnych bohaterów (heel), którzy rywalizują pomiędzy sobą w seriach walk mających budować napięcie.

### Pojedynek o Impact World Championship
Na No Surrender (24 lutego), Steve Maclin pokonał Briana Myersa, PCO i Heatha w Four-way matchu, stając się pretendentem do mistrzostwa świata Impact. Później tej nocy, Josh Alexander zachował tytuł nad Richem Swannem. Impact ogłosił później, że Maclin zmierzy się z Alexandrem o tytuł na Rebellion. Jednak 24 marca ogłoszono, że Alexander zrzekł się tytułu z powodu kontuzji tricepsa. Maclin zmierzy się teraz z Kushidą – który miał rzucić wyzwanie Alexandrowi o tytuł na Multiverse United – aby ukoronować nowego mistrza na Rebellion.

### Pojedynek o Impact Knockouts World Championship
Na Sacrifice (24 marca), Mickie James miała pierwotnie bronić tytułu Impact Knockouts World Championship przeciwko Jordynne Grace. Jednak przed Sacrifice ogłoszono, że James doznała kontuzji i nie będzie mogła walczyć. Podczas gali James i Impact Director of Authority, Santino Marella, mieli odbyć rozmowę kwalifikacyjną, podczas której James wyjaśniła, że ma złamane żebro, a Marella ujawnił, że Grace dostanie walkę o tytuł na Rebellion. Ponadto James nie była w stanie bronić swojego tytułu na Multiverse United przeciwko Deonnie Purrazzo, Gisele Shaw i Miyu Yamashicie. W związku z tym, Masha Slamovich zajęła miejsce James w walce, a zwyciężczyni zostanie dodana do walki o tytuł na Rebellion. Tam James powinna być w stanie bronić tytuł, jeśli zostanie dopuszczona z medycznego punktu widzenia, ale jeśli nie, tytuł zostanie zwakowany, a nowa mistrzyni zostanie wyłoniona w walce. Na Multiverse United (30 marca), Purrazzo przypięła Shaw, aby zostać dodana do walki na Rebellion. 13 kwietnia w odcinku Impact!, James ujawniła, że nie zostanie dopuszczona do walki na Rebellion i została zmuszona do zwakowania mistrzostwa świata Knockouts. W ten sposób, ktoś spośród dwójki Grace i Purrazzo, zostanie nowa mistrzynią na Rebellion.

### Tommy Dreamer vs. Bully Ray
Na Sacrifice (24 marca), Bully Ray zmierzył się z byłym przyjacielem, który stał się wrogiem, Tommym Dreamerem, w Busted Open matchu. W pewnym momencie walki, Dreamer był w stanie sprawić, że Ray krwawił, ale sędzia został wcześniej znokautowany, więc nie był w stanie tego zobaczyć. Wkrótce pojawili się sojusznicy Raya, The Good Hands (John Skyler i Jason Hotch), atakując Dreamera – powodując jego krwawienie – jednocześnie oczyszczając ranę Raya. Kiedy sędzia odzyskał przytomność, zobaczył twarz Dreamera pokrytą krwią i ogłosił Raya zwycięzcą. Po walce Ray i The Good Hands nadal atakowali Dreamera, jednocześnie powstrzymując próby ratowania Yuyi Uemury i legendy National Hockey League (NHL), Darrena McCarty’ego, którego Ray antagonizował w pierwszym rzędzie. Jednak prezes Impact, Scott D’Amore, który był z dala od Impact po tym, jak Ray położył go przez stół, wrócił i poprowadził kawalkadę wrestlerów - w tym Heatha, Rhino, Mike’a Baileya, Jonathana Greshama i mistrz Impact Digital Media Joe Hendry - aby zmusić Good Hands i wysłać Raya do ucieczki. Chcąc raz na zawsze rozstrzygnąć spór, Impact ogłosiło, że Ray i Dreamer poprowadzą pięcioosobowe drużyny w Hardcore War na Rebellion. 6 kwietnia ogłoszono pełne składy na walkę. W Team Bully pojawiliby się The Good Hands, Kenny King i Masha Slamovich; podczas gdy Team Dreamer składa się z Yuyi Uemury, Frankiego Kazariana, Killer Kelly i Bhupindera Gujjara. 13 kwietnia, King pokonał Kazariana, dając Team Bully przewagę w walce, częściowo dzięki ingerencji Briana Myersa i Moose’a. Dzięki ich pomocy, Myers i Moose zastąpili The Good Hands w Team Bully.

### Pojedynek o Impact World Tag Team Championship
Na No Surrender (24 lutego), Bullet Club (Ace Austin, Chris Bey i Kenta) pokonali Time Machine (Alexa Shelleya, Chrisa Sabina i Kushidę) w Six-man Tag Team matchu, z Austinem przypinającym Sabina - który w tym czasie był mistrzem Impact World Tag Team razem z Shelleyem. Na kolejnym odcinku Impact!, Austin i Bey pokonali Motor City Machine Guns, aby zdobyć tytuły. Miesiąc później, 6 kwietnia na odcinku Impact!, Shelley i Sabin wyzwali Austina i Beya na rewanż, tym razem Ultimate X matchu, na Rebellion, który został ogłoszony oficjalnie.

### Pojedynek o Impact Knockouts World Tag Team Championship
16 marca na odcinku Impact!, The Coven (Taylor Wilde i KiLynn King) zdobyły mistrzostwo Impact Knockouts World Tag Team, pokonując The Death Dollz (Rosemary i Tayę Valkyrię). W następnym tygodniu, Jessicka chodziła za kulisami w poszukiwaniu The Coven, aż natknęła się na trumnę. Valkyrie, martwiąc się, że magia The Coven może ujawnić jej przeszłe życie jako Havok, próbowała ją uspokoić, dopóki ręka nie wyłoniła się z trumny i nie wciągnęła do niej Valkyrii. 6 kwietnia Impact ogłosił, że The Death Dollz (reprezentowane przez Rosemary i Jessickę) zmierzą się rewanżowo z The Coven o tytuły tag team na pre-show Countdown to Rebellion.

### Pojedynek o Impact X Division Championship
6 kwietnia na odcinku Impact!, Jonathan Gresham i Mike Bailey walczyli, aby wyłonić pretendent do mistrzostwa Impact X Division. Jednak mistrz Trey Miguel, który był komentatorem, przerwał walkę i zaatakował ich obu, próbując wymigać się od obrony tytułu. Zamiast tego Director of Authority Marella wyznaczył Miguela do obrony zarówno przed Greshamem, jak i Baileyem w Three-way elimination matchu na Rebellion.

### The Design vs. Joe Hendry, Dirty Dango i Santino Marella
W ramach siedmioetapowego procesu inicjacji Callihana w The Design, Deaner zlecił Callihanowi wykonanie siódmego i ostatniego kroku: „Wyeliminuj wszelką władzę w swoim życiu”. Chwilę później stwierdzono, że Marella został zaatakowany za kulisami. Ponieważ Callihan jest prawdopodobnym winowajcą, Marella oświadczył, że on, Dirty Dango i mistrz Impact Digital Media Joe Hendry zmierzą się z The Design na Rebellion, co oznacza pierwszą walkę Marelli od ponad trzech lat.

### PCO vs. Eddie Edwards
Od styczniowego Hard To Kill, Impact zostało zaatakowane przez byłe gwiazdy Ring of Honor (ROH) Matta Tavena, Mike’a Bennetta, PCO, Vincent i Maria Kanellis-Bennett, znani pod wspólną nazwą Honor No More. Stajnia znalazła dodatkowych członków w postaci Kenny’ego Kinga i Eddiego Edwardsa, który przeszedł heel turn i został ujawniony jako lider Honor No More na No Surrender. Grupa działała szorstko jako spójna jednostka aż doSlammiversary, kiedy Honor No More przegrało z Impact Originals (Alexem Shelleyem, Chrisem Sabinem, Daveyem Richardsem, Frankie Kazarianem i Nickiem Aldisem), gdzie PCO został przypięty. Od tego czasu Edwards kwestionował lojalność PCO i obwiniał go za niepowodzenia Honor No More, w tym przegraną na Against All Odds, Victory Road i nieudaną walkę o Impact World Tag Team Championship z Vincentem na odcinku Impact!. Na Bound for Glory, Edwardsowi nie udało się zdobyć mistrzostwa świata Impact od Josha Alexandra, zanim zamilkł na dwa tygodnie. 20 października na odcinku Impact!, Edwards próbował zebrać razem Honor No More, ale jego protekcjonalny ton wobec PCO spowodował, że ten ostatni pękł i zaatakował swoich byłych kolegów ze stajni, oficjalnie rozwiązując Honor No More. Dwa tygodnie później, Edwards walczył z PCO na pustyni Great Basin, gdzie obezwładnił PCO i zakopał go w piasku. Jednak PCO powrócił dwa miesiące później na Hard To Kill, atakując Edwardsa po jego walce. Na odcinku Impact! z 9 marca 2023, PCO i Edwards wrócili na pustynię, gdzie wydawało się, że PCO zrobi Edwardsowi to, co zrobił mu w listopadzie ubiegłego roku, tylko po to, by zostać przejechanym przez samochód, który odepchnął Edwardsa. Początkowo sądzono, że kierowcą był Kenny King, który pomógł Edwardsowi zaatakować PCO w następnym tygodniu, a nawet walczył z nim na Sacrifice, ale King dał jasno do zrozumienia 6 kwietnia, że to nie on za kierownicą. Później tej nocy, PCO i Edwards w końcu mieli pojedynek jeden na jednego, który Edwards wygrał dzięki pomocy swojej żony Alishy Edwards, która początkowo sprzeciwiała się nowym ideałom męża, ale wydawała się odwracać, gdy stało się jasne, że prowadziła samochód. 10 kwietnia Impact ogłosił, że PCO i Edwards będą mieli rewanż na Rebellion, będący Last Rites matchem.

## Wyniki walk
| Nr | Wyniki | Stypulacje                                                    | Czas  |
| --- | --- | ------------------------------------------------------------- | ----- |
| 1D | Crazzy Steve pokonał Sheldona Jeana poprzez pinfall | Singles match                                                 | 5:43  |
| 2P | Champagne Singh i Shera pokonali Heatha i Rhino poprzez pinfall | Tag team match                                                | 6:10  |
| 3P | The Coven (Taylor Wilde i KiLynn King) (c) pokonały The Death Dollz (Rosemary i Jessickę) poprzez pinfall | Tag team match o Impact Knockouts World Tag Team Championship | 11:34 |
| 4 | ABC (Ace Austin i Chris Bey) (c) pokonali The Motor City Machine Guns (Alexa Shelleya i Chrisa Sabina) | Ultimate X match o Impact World Tag Team Championship         | 13:05 |
| 5 | Joe Hendry, Dirty Dango i Santino Marella pokonali The Design (Deanera, Angelsa, Kona i Callihana) poprzez pinfall                                                                                           | Four-on-three handicap match                                  | 10:50 |
| 6 | PCO pokonał Eddiego Edwardsa (z Alishą Edwards) | Last Rites match                                              | 13:49 |
| 7 | Trey Miguel (c) pokonał Jonathana Greshama i Mike’a Baileya poprzez pinfall | Three-way elimination match o Impact X Division Championship  | 13:55 |
| 8 | Team Dreamer (Tommy Dreamer, Bhupinder Gujjar, Frankie Kazarian, Killer Kelly i Yuya Uemura) pokonali Team Bully (Bully’ego Raya, Briana Myersa, Kenny’ego Kinga, Mashę Slamovich i Moose’a) poprzez pinfall | 10-wrestler Hardcore War                                      | 25:15 |
| 9 | Steve Maclin pokonał Kushidę poprzez pinfall | Singles match o zwakowany Impact World Championship           | 16:30 |
| 10 | Deonna Purrazzo pokonała Jordynne Grace poprzez pinfall | Singles match o zwakowany Impact Knockouts World Championship | 17:10 |
| (c) – mistrz/mistrzyni przed walkąD – walka była dark matchem (nietransmitowana w TV)P – walka miała miejsce w pre-show | |                                                               |       |

### Three-way elimination match o Impact X Division Championship
| Nr eliminacji | Wrestler         | Wyeliminowany przez | Metoda eliminacji               | Czas  |
| ------------- | ---------------- | ------------------- | ------------------------------- | ----- |
| 1             | Jonathan Gresham | Treya Miguela       | Przypięty po otrzymaniu meteora | 9:37  |
| 2             | Mike Bailey      | Treya Miguela       | Przypięty ruchem roll-up        | 13:55 |
| Zwycięzca     | Trey Miguel (c)  | –                   | –                               | 13:55 |